# Gottlieb Ephraim Berner
Gottlieb Ephraim Berner (* 14. Mai 1671 in Hoym; † 15. April 1741 in Duisburg) war ein deutscher Mediziner.

## Leben
Gottlieb Ephraim Berner war der Sohn des Juristen David Berner, besuchte das Gymnasium Illustre in Zerbst und studierte anschließend in Frankfurt/Oder, Wittenberg und bei Friedrich Hoffmann in Halle Medizin.
Am 5. März 1697 wurde er in Halle promoviert.
Am 11. April 1709 wurde er außerordentlicher Professor der Medizin in Halle. 1719 wurde er Ordinarius an der Universität Duisburg.
Am 22. Juni 1725 wurde Gottlieb Ephraim Berner mit dem akademischen Beinamen Mnaseas zum Mitglied (Matrikel-Nr. 382) der Leopoldina gewählt.
Berner war mit Anna Catharina Bode verheiratet, der Tochter des evangelischen Theologen Gerhard Bode. Der Rechtswissenschaftler Heinrich Bode war sein Schwager.

## Schriften
Dissertatio medica inauguralis, exhibens salis volatilis genesin, usum et abusum in medicina. Halae Magdeburgicae 1696 (Digitalisat)